# Waldemar Barbosa
Dema, właśc. Waldemar Barbosa (ur. 22 lutego 1959 w Olímpii) – brazylijski piłkarz, występujący podczas kariery na pozycji pomocnika.

## Kariera klubowa
Karierę piłkarską Dema rozpoczął w klubie Portuguesie São Paulo w 1978. W lidze brazylijskiej zadebiutował 26 marca 1978 w wygranym 1-0 meczu z Amériką Rio de Janeiro. W latach 1981–1982 był zawodnikiem Comercialu Campo Grande. Z Comercialem zdobył mistrzostwo stanu Mato Grosso do Sul – Campeonato Sul-Matogrossense w 1982. Najlepszy okres w karierze Demy to gra w Santosie FC.
Z Santosem zdobył mistrzostwo stanu São Paulo – Campeonato Paulista w 1984. W barwach Santosu 14 kwietnia 1985 w przegranym 1-2 meczu z Coritibą Dema wystąpił po raz ostatni w lidze brazylijskiej. Ogółem w latach 1978–1985 wystąpił w lidze w 47 meczach.
W 1987 Dema wyjechał do Portugalii do Rio Ave FC. Po powrocie do Brazylii występował jeszcze m.in. w Portuguesie Santista i AD São Caetano. Karierę zakończył w Américe Natal w 1993. Z Amériką dwukrotnie zdobył mistrzostwo stanu Rio Grande do Norte – Campeonato Potiguar w 1991 i 1992.

## Kariera reprezentacyjna
W reprezentacji Brazylii Dema zadebiutował 25 kwietnia 1985 w wygranym 2-1 towarzyskim meczu z reprezentacją Kolumbii. Ostatni raz w reprezentacji Dema wystąpił 5 maja 1985 w wygranym 2-1 towarzyskim meczu z reprezentacją Argentyny.
| Mecze i gole w reprezentacji | Mecze i gole w reprezentacji | Mecze i gole w reprezentacji | Mecze i gole w reprezentacji | Mecze i gole w reprezentacji | Mecze i gole w reprezentacji | Mecze i gole w reprezentacji |
| #                            | Data                         | Miasto                       | Przeciwnik                   | Gol                          | Wynik                        | Rozgrywki                    |
| ---------------------------- | ---------------------------- | ---------------------------- | ---------------------------- | ---------------------------- | ---------------------------- | ---------------------------- |
| 1.                           | 25.04.1985                   | Belo Horizonte               | Kolumbia                     |                              | 2:1                          | towarzyski                   |
| 2.                           | 28.04.1985                   | Brasília                     | Peru                         |                              | 0:1                          | towarzyski                   |
| 3.                           | 02.05.1985                   | Recife                       | Urugwaj                      |                              | 2:0                          | towarzyski                   |
| 4.                           | 05.05.1985                   | Salvador                     | Argentyna                    |                              | 2:1                          | towarzyski                   |